# Donnici
Donnici è una frazione di Cosenza. Si divide in Donnici Inferiore a m 492 s.l.m. e Donnici Superiore a m 540 s.l.m.
Si raggiunge dal capoluogo percorrendo la ex SS19 direzione sud-est per circa 6 km, poi la ex SS 178 per 1–2 km.
La località è rinomata per la bontà dell'acqua (acquedotto dello Zumpo), per il clima salubre e per il vino pregiato che vi si produce.

## Il nome
Secondo alcuni storiografi, il toponimo Donnici deriverebbe dal vocabolo "donax", ossia luogo dove crescono le canne. Secondo altri, la denominazione avrebbe origine latina e vorrebbe significare Campi Dominici, terreni del signore cioè terreni demaniali e quindi amministrati direttamente dal governatore romano.
Trattandosi di un territorio collinare, apparentemente poco adatto alla crescita delle canne, si propende per la seconda ipotesi.
Per quanto riguarda l'evoluzione fonetica, da Dominici con la caduta della i si è avuto Domnici, da cui per successiva assimilazione intorno al XVI secolo, si è avuto Donnici.
Tale passaggio è documentato anche dal Regesto Vaticano del 1424, che usa la trascrizione Dopnicis proprio per l'incertezza fonetica da m a n.

## Storia
La fondazione di Donnici risale alla fine del IX secolo quando i cosentini, per scampare alle incursioni Saracene, abbandonarono la città, semi-distrutta, e si trasferirono sui monti e sulle località circostanti, formando i cosiddetti Casali di Cosenza.
Quindi le sue origini si identificano con quelle dei numerosi piccoli centri abitati che gravitano intorno a Cosenza e ne formano una corona: i Casali, distinti successivamente in Casali del Manco e Casali del Destro.
In realtà le origini sono molto più antiche, sin da quando l'antica Cosentia era capitale dei Bretii, infatti Gabriele Barrio afferma che la popolazione che fuggiva da Cosenza in seguito alle incursioni saracene, si «stabiliva sui monti, nei piccoli paesi antichi e numerosissimi allora edificati».
È da ricordare che Donnici, fin dai tempi antichi, fu sempre diviso in Donnici Soprani e Donnici Sottano e formarono così due distinti casali di Cosenza.
Fu sede di Bagliva, e al tempo della Repubblica Napoletana, per effetto dell'ordinamento amministrativo imposto dal generale francese Jean Etienne Championnet, veniva considerato Comune nel cantone di Cosenza e riconosciuto col nome di Donnici Piano.
Donnici Sottano, per la legge del 19.1.1807, venne classificato "Luogo" ed inserito nel Governo di Pietrafitta. Con il successivo decreto del 4.5.1811, essendo considerato villaggio di Donnici Soprani, entrava a far parte del Circondario di Aprigliano.
Anche la legge di Ferdinando II di Borbone del 1.5.1816, confermava tale sistemazione.
Donnici Soprani, ai sensi delle citate leggi, fu prima un Luogo nel Governo di Pietrafitta e poi passò nel Circondario di Aprigliano e divenne un Comune che aveva giurisdizione sul limitrofo Casale di Donnici Sottano.
In seguito al decreto del 18.6.1857, Donnici perdette la propria autonomia e venne aggregato al Comune di Cosenza, e da allora è rimasto sempre una frazione della città capoluogo, insieme ai paesi di Borgo Partenope e Sant'Ippolito.
Nell'agosto del 1860, fu avamposto dei mille di Garibaldi, che il 30 dello stesso mese discesero la valle del Savuto e a Soveria Mannelli dispersero 12 000 borbonici comandati dal generale Giuseppe Ghio.
A perenne memoria di quei giorni, in località Cozzo Piricheco, purtroppo semisommersa dalla vegetazione, giace una stele commemorativa.
Nella estate del 1943 Donnici Superiore fu sede della Hermann Göring Panzer Flak Regiment (reggimento contraerei Hermann Göring) il cui comando fu ospitato presso l'edificio della scuola elementare e le cui truppe furono accampate sulla collina (località Cozzo Piricheco) antistante il paese, probabilmente perché tale collina si staglia alta nella valle del Crati dominando la pianura sottostante.
Il 9 settembre 1943, con gran sollievo dei donnicesi (si trattava del giorno successivo l'armistizio), i soldati germanici abbandonarono Donnici in gran fretta per contrastare le truppe alleate sbarcate nella notte a Salerno.

## Popolazione
Nel 1532 i due Donnici, Soprani e Sottani, assommavano a 151 fuochi, cioè famiglie (un fuoco era composto in media da 4-5 persone).
nel 1544 ha complessivamente 233 fuochi.
Nel 1595 ne conta appena 124, con un notevole calo rispetto al precedente censimento.
Alla fine del Settecento gli abitanti erano in tutto 1153.
Dal censimento del 1816 la popolazione risulta: Donnici Soprani abitanti 470; Donnici Sottani 550, in tutto 1 020 abitanti.
Secondo il censimento del 1981, la popolazione di Donnici Superiore era di 728 abitanti, mentre Donnici Inferiore ne contava 2516.
Attualmente la popolazione risulta: per Donnici Superiore circa 500 abitanti, per Donnici Inferiore circa 2000.

## Ricorrenze
- Donnici Soprani: 13 giugno, festa di Sant'Antonio, santo patrono del paese.
- Donnici Sottano: 8 maggio, festa di San Michele, santo patrono del paese.
- Soprani e Sottano: ottobre, festa del vino